# Onthophagus yarrumba
Onthophagus yarrumba är en skalbaggsart som beskrevs av Ross Storey 1977. Onthophagus yarrumba ingår i släktet Onthophagus och familjen bladhorningar. Inga underarter finns listade i Catalogue of Life.